# جورج لوكلانشيه
جورج لوكلانشيه (بالفرنسية: Georges Leclanché)‏ هو عالم ومهندس فرنسي عاش في القرن التاسع عشر في الفترة بين سنتي 1839 إلى 1882.
اشتهر جورج لوكلانشيه بتطوير خلية لوكلانشيه الكهركيميائية، وهي كانت أول أشكال البطاريات، واستخدمت مبادئها في تطوير البطاريات الجافة فيما بعد.

## حياته
ولد جورج لوكلانشيه، وتلقى تعليمه الأولي في بريطانيا، ثم أكمل تعليمه في المدرسة المركزية في باريس، وتخرج منها مهندساً. عمل في مجال السكك الحديدية في فرنسا وهولندا. اخترع خلية كهركيميائية سنة 1866 وسجل براءة اختراع لها.
توفي سنة 1882 في باريس.